# 竜田町
竜田町（たつたちょう）は、昭和22年（1947年）まで奈良県生駒郡にあった町。現在の生駒郡斑鳩町龍田にあたる。

## 地理
- 河川：竜田川

## 歴史
江戸時代初期には片桐且元を藩祖とする竜田藩が置かれた。

### 沿革
- 1889年（明治22年）4月1日 - 町村制施行にともない、竜田村・神南村・稲葉車瀬村・小吉田村・服部村・五百井村・目安村の7か村が合併して新制の平群郡竜田村が発足。
- 1891年（明治24年）4月2日 - 町制施行により、平群郡竜田町となる。
- 1897年（明治30年）4月1日 - 平群郡と添下郡が合併して生駒郡が発足。生駒郡竜田町となる。
- 1947年（昭和22年）2月11日 - 富郷村・法隆寺村と合併し、斑鳩町となる。